# Rudolf Harbig
Rudolf Harbig (* 8. listopadu 1913, Drážďany – 5. března 1944 Kropyvnyckyj) byl německý atlet, běžec, který se věnoval středním tratím, mistr Evropy v běhu na 800 metrů z roku 1938 a sedminásobný mistr Německa v letech 1936–1942.

## Sportovní kariéra
Na olympiádě v Berlíně v roce 1936 byl členem bronzové německé štafety na 4 × 400 metrů, ve které běžel poslední úsek. Na evropském šampionátu o dva roky později zvítězil v běhu na 800 metrů a byl finišmanem vítězné německé štafety na 4 × 400 metrů.

## Světové rekordy
Dne 15. července 1939 zlepšil o 1,8 sekundy dosavadní světový rekord na 800 metrů. Jeho čas 1:46,6 byl překonán teprve v roce 1955. O čtyři týdny později, 12. srpna, zlepšil časem 46,0 světový rekord také na 400 metrů.
Rudolf Harbig padl na východní frontě druhé světové války nedaleko Kirovohradu na Ukrajině.